# پژمان تیمورتاش
پژمان تیمورتاش نویسنده و کارگردان ایرانی سینما و تلویزیون متولد سال ۱۳۶۴ است که سابقه فعالیت در آثاری همچون جنگل آسفالت، شهربانو، گلدن تایم و لارو را در کارنامه هنری خود دارد.

## فیلم شناسی
پژمان تیمورتاش از سال ۱۳۸۲ فعالیت خود را با ساخت فیلم‌های کوتاه و مستند شروع کرد. فیلم‌های اکبر میلیون دلاری و استوک‌ها پاره، ساق‌ها شکسته، از جمله فیلم‌های کوتاه او بودند که توانستند افتخاراتی نیز به دست بیاورند. پس از آن تیمورتاش مجموعه داستان تهران ۲۸ و رمان قبل از مردن چشم‌هات رو ببند را با نشر چشمه چاپ کرده‌است. او فیلم مفت‌ آباد را در سال ۱۳۹۵ ساخت و آخرین کار او سریال جنگل آسفالت بوده‌است.

## فیلم‌شناسی
| سال تولید | نام اثر  | نقش                |
| --------- | -------- | ------------------ |
| ۱۳۹۵      | مفت آباد | نویسنده و کارگردان |
| ۱۳۹۸      | شهربانو  | نویسنده            |

## نمایش خانگی
| سال تولید | نام اثر     | نقش                |
| --------- | ----------- | ------------------ |
| ۱۴۰۳      | جنگل آسفالت | نویسنده و کارگردان |

## افتخارات
- برنده‌ی جایزه ویژه هیئت داوران برای فیلمنامه شهربانو
- جایزه بهترین فیلمنامه از جشنواره حورا

## منبع
- ایران کتاب
- نماوا
- فیلیمو
- ایبنا
- چنگل آسفالت